# HD 93607
Désignations
HD 93607, également désignée HR 4222, est une étoile de la constellation australe de la Carène. Elle est visible à l'œil nu avec une magnitude apparente de 4,85. L'étoile présente une parallaxe annuelle de 6,65 ± 0,07 mas telle que mesurée par le satellite Gaia, ce qui permet d'en déduire qu'elle est distante d'environ 150,45 ± 1,67 pc (∼491 al) de la Terre. Elle est membre de l'amas ouvert IC 2602.
HD 93607 est une étoile bleu-blanc de la séquence principale de type spectral B4V, même si des classifications spectrales plus anciennes la classaient comme une sous-géante. Son âge est incertain, mais il est autour de 17 millions d'années. L'étoile est 5,9 fois plus massive que le Soleil et son rayon est 3,9 fois plus grand que le rayon solaire. Elle est près de 900 fois plus lumineuse que le Soleil et sa température de surface est de 16 882 K. Elle tourne sur elle-même à une vitesse de rotation projetée de 160 km/s. L'étoile a été incluse dans une liste d'étoiles les moins variables parmi celles qui ont été observées par le satellite Hipparcos, avec une possible variation inférieure à 0,01 magnitude.